# Арнарватнсхейди

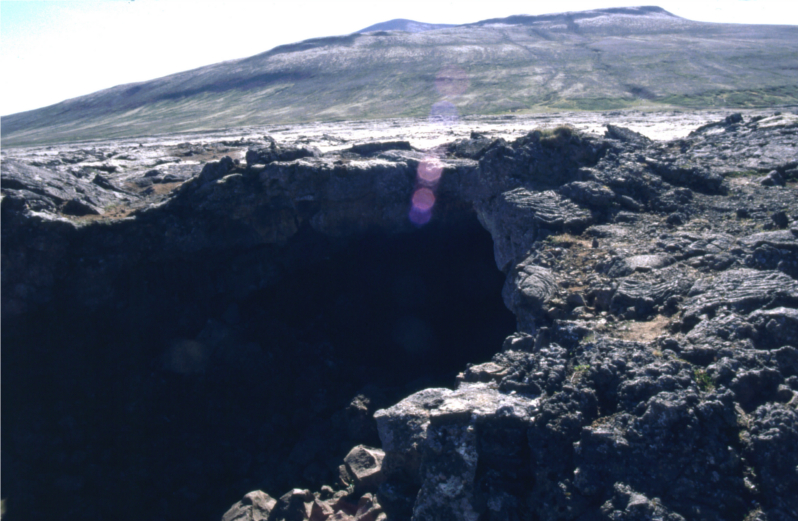
Вход в пещеры Сурсхедлир

Арнарватнсхейди (исл. Arnarvatnsheiði) — плато на западе Исландии. Относится к Исландскому плато.
Плато расположено на территории муниципалитетов Боргарбигд и Хунатинг-Вестра, к северо-востоку от долины Рейкхольтсдалюр (исл. Reykholtsdalur) и к северу от города Хусафетль. Восточней находится ледник Лаунгйёкюдль. Климат здесь так же суров, как и в остальной части Исландского плато.
Местность известна обилием озёр, в которых летом можно ловить форель. Как говорят, в ландшафте Исландии есть три вещи, которые невозможно пересчитать: озёра на Арнарватнсхейди, острова Брейда-фьорда и холмы долины Ватнсдалюр.
К юго-западу от Арнарватнсхейди находятся лавовые пещеры Сурсхедлир и лавовое поле Хадльмюндархрёйн.